# IC 5158
IC 5158 — галактика типу SBm () у сузір'ї Індіанець.
Цей об'єкт міститься в оригінальній редакції індексного каталогу.